# Thorsten Kirschbaum
Thorsten Kirschbaum (Würzburg, 1987. április 20. –) német labdarúgó, az VVV-Venlo kapusa. 

## Pályafutása
Kirschbaum a másodosztályba feljutó 1899 Hoffenheim tagja volt. 2009. január 10-én Liechtensteinbe, a svájci élvonalban szereplő FC Vaduzba igazolt, ahol június 30-ig szerepelt. AZ SV Sandhausen következett, majd egy év után három évre aláírt az Energie Cottbushoz.
2013. július 1-én járt le szerződése, innentől a Bosman-szabály értelmében bárhová szabadon igazolhatott, a szerződést előtte is megköthette. Így történt, hogy március 10-én 2016 júniusáig szóló szerződést kötött a VfB Stuttgarttal.

## Válogatottban
Thorstein az U19-es válogatottban szerepelt először. Az elefántcsontparti U20-as csapat ellen mutatkozott be, végig játszott, az eredmény 0–0 lett. Hét mérkőzésen lépett pályára a német U21-es labdarúgó-válogatottban. A Skócia ellen 2–0-ra megnyert barátságos meccs félidejében állt be Manuel Neuer helyére. Első tétmeccse a Luxemburg ellen 6–0-ra megnyert Eb-selejtező volt.